# Monólofo
Monólofo är en ort i Grekland.   Den ligger i prefekturen Nomós Thessaloníkis och regionen Mellersta Makedonien, i den norra delen av landet, 300 km norr om huvudstaden Aten. Monólofo ligger 137 meter över havet och antalet invånare är 446.
Terrängen runt Monólofo är kuperad åt sydost, men åt nordväst är den platt. Runt Monólofo är det ganska tätbefolkat, med 214 invånare per kvadratkilometer. Närmaste större samhälle är Thessaloníki, 17,8 km söder om Monólofo. Trakten runt Monólofo består till största delen av jordbruksmark.